# Владимир Табутов
Владимир Славев Табутов е български бизнесмен и политик, народен представител в XLVII народно събрание от Продължаваме промяната.

## Биография
Роден е на 25 август 1983 година в Благоевград. Учи в Природо-математическата гимназия „Акад. Сeргей Корольов“ в родния си град и придобива бакалавърска степен от Интернешънъл Юнивърсити ин Джърмъни, Германия през 2006 година, специалност международен бизнес мениджмънт. В 2016 - 2018 година специализира в Харвардското бизнес училище. Занимава се с енергиен бизнес.
На парламентарните избори в България през ноември 2021 година е избран за депутат с листата на Продължаваме промяната в 1 МИР Благоевград.